# Stabilimento Stellantis di Melfi
Lo stabilimento Stellantis di Melfi, precedentemente noto come SATA (acronimo di Società Automobilistica Tecnologie Avanzate S.p.A.), è un sito produttivo e un complesso industriale del gruppo Stellantis Europe, controllato dalla multinazionale Stellantis. È ubicato nel comune di Melfi (PZ), nella frazione San Nicola, in Basilicata. 
L'impianto è stato inaugurato nel 1993 ed è risultato nei primi anni duemila una delle fabbriche automobilistiche più produttive al mondo.
La fabbrica di Melfi ha contribuito, inoltre, alla ripresa produttiva della FIAT a metà degli anni novanta e alla crescita delle sue quote di mercato in Europa. Il suo ruolo strategico è poi proseguito con l'ingresso della casa torinese tra le aziende controllate dal nuovo Gruppo industriale italo americano Fiat Chrysler Automobiles, che ha deciso dal 2014 di affidare all'impianto l'assemblaggio della Fiat 500X e la Jeep Renegade, cui si è aggiunta dall'autunno 2019 la Jeep Compass.

## Storia
Lo stabilimento fu costruito fra il 1991 e il 1993, in una zona agricola nei cui pressi sorgevano già altre realtà industriali, come lo stabilimento Barilla. Fu progettato dall'architetto Marco Visconti e originariamente concepito come un impianto integrato, si è successivamente evoluto in fabbrica modulare. L'investimento complessivo ammontò a 6,6 miliardi di Lire, quasi per la metà coperti da sovvenzioni statali.
La produzione ebbe inizio nel gennaio 1994 con il modello Fiat Punto, da allora e fino al 17 maggio 2010, 5.000.000 di veicoli sono usciti dalle catene di montaggio della fabbrica melfitana. Nel 1996 la produzione della Punto venne affiancata da quella della Lancia Y, del resto le due vetture condividevano numerosi componenti sia a livello di telaio che di componentistica. 
Nel 1999 partirono i lavori di adeguamento e aggiornamento delle linee produttive dedicate alla seconda generazione della Punto, entrata ufficialmente in produzione nello stesso anno. Un altro investimento arrivò nel 2003 con la nuova Lancia Ypsilon, basata sulla medesima meccanica della Punto seconda serie. 
Nel 2004 gli operai dell'impianto avviarono uno sciopero che bloccò la produzione per 21 giorni. Le principali rivendicazioni erano dovute all'equiparazione dei salari (inferiori del 20% rispetto a quelli degli altri stabilimenti Fiat in Italia) e l'abolizione della doppia battuta, ovvero l'obbligo, in vigore dal 1993, di svolgere per due settimane consecutive lo stesso turno (incluso il turno di notte). La doppia battuta, applicata unicamente nello stabilimento di Melfi, era considerata dagli operai una pesante ipoteca sui ritmi di vita e di riposo. Al termine dei 21 giorni, le principali richieste furono accolte, con un accordo tra la dirigenza Fiat e le principali sigle sindacali. 
Nel 2005 si assistette a una profonda riorganizzazione della fabbrica. Dopo il trasferimento dell'assemblaggio della Lancia Ypsilon nello stabilimento di Termini Imerese, a Melfi rimase per un breve periodo la Punto di seconda generazione, in affiancamento alla Fiat Grande Punto, basata sulla meccanica Small Common Components System realizzata in collaborazione con la General Motors. Dal 2009, quest'ultima continuò a essere prodotta accanto alla sua derivata la Fiat Punto Evo. 
Nel 2010 ripresero gli scioperi per protestare contro la riduzione delle pause e il richiesto aumento della produttività del 10%, a fronte di una diminuzione del numero di operai, molti dei quali passati in cassa integrazione. Durante le proteste, tre operai, Giovanni Barozzino, Marco Pignatelli e Antonio Lamorte, furono accusati di aver bloccato le macchine. Pertanto vennero licenziati e denunciati con l'accusa di sabotaggio ai danni dell'azienda. Sia il Tribunale di Melfi, sia la Corte di Appello, che la Cassazione respinsero le accuse dichiarandole infondate. Dopo la sentenza di appello gli operai dovettero essere formalmente reintegrati in fabbrica. Ma i vertici Fiat posero come condizione che i tre, pur percependo il salario e potendo svolgere liberamente attività sindacale, non fossero riammessi alle linee di montaggio. Gli operai continuarono ad esigere la completa reintegrazione nel loro posto di lavoro, cosa che avvenne dopo la sentenza di Cassazione del settembre 2013.
Dal 2012 e fino al 2014 l'unico prodotto destinato allo stabilimento di Melfi fu la Fiat Punto, che sostituì nella gamma le precedenti varianti Grande Punto e EVO.
Nel gennaio 2013, considerato il drastico calo di autovetture costruite nell'impianto melfitano, e a seguito del passaggio del sito produttivo fra le aziende controllate dal Gruppo FCA, si decise di destinare alla fabbrica due nuovi modelli. I lavori connessi all'implementazione delle linee produttive partirono nella seconda metà del 2013 e si conclusero nei primi mesi del 2014, con l'avvio della produzione della Jeep Renegade, modello di Sport Utility Vehicle della casa americana Jeep, e dalla Fiat 500X, un crossover che condivide meccanica e componenti con la Renegade. Questa scelta ha portato nei primi mesi del 2015 alla chiusura della cassa integrazione e quindi al rientro al lavoro di 5.418 persone, con l'aggiunta di 350 lavoratori provenienti da Cassino e Pomigliano. Il piano prevedeva inoltre l'assunzione di 1000 nuove addetti in tre mesi.
Nel luglio 2016 lo stabilimento ha ricevuto lo “Special Award Oem: Smart Digital Operations”, dalla rivista tedesca “Automobil Produktion” e dalla società di consulenza Agamus Consult, motivato dalla applicazione sistematica e coerente delle metodologie World Class Manufacturing (Wcm), quale prerequisito per la realizzazione della Smart Digital Factory.
Il 7 agosto 2018 è stata prodotta nella fabbrica l'ultima Fiat Punto; l'esemplare di colore rosso appartiene alla terza ed ultima generazione (codice Tipo 199). Dal 1994 al 2018 lo stabilimento di Melfi ha prodotto complessivamente 5.005.287 esemplari della Punto.
Nel 2019 si costruiscono le prime unità della versione ibrida plug-in della Jeep Compass.
Nel gennaio 2025 inizia la produzione di DS N°8.

## Struttura
L'impianto presenta una superficie di circa 2.500.000 m² (di cui 1.750.000 m² FCA Plant e 750.000 m² parco fornitori) e vi lavorano circa 12.100 dipendenti (8.000 FCA Plant e 4.100 tra indotto, logistica e servizi) per una produzione annua di 400.000 vetture, adottando la piattaforma Small Wide e il modello di fabbrica integrata modulare.
La scelta di collocare il complesso industriale proprio a Melfi è considerata strategica, dato il suo particolare insediamento geografico su una direttrice che collega bene la Basilicata con la Puglia e la Campania, ossia a pochi km dall'uscita autostradale di Candela sulla A16 Napoli-Canosa e sulla SS655 Bradanica, che collega Foggia a Matera.
Esso include 230 robot per stampaggio, 66 per le operazioni di verniciatura e 36 dedicati al montaggio delle auto. Ci sono, inoltre, circa 30 aziende collegate all'indotto, tra cui Magneti Marelli, Snop Automotive, Benteler, Proma, Lear e HTL Fitting Italia. In questo grande complesso industriale si trovano, oltre ai padiglioni produttivi, gli uffici principali, il centro di calcolo con sala conferenze, i ristoranti e gli spogliatoi.
Tuttavia lo stabilimento non prevede un presidio sanitario di pronta emergenza, fatto che ha sollevato proteste fra le maestranze.

## Automobili prodotte

### Auto in produzione
| Foto | Marca | Modello  | Inizio produzione |
| ---- | ----- | -------- | ----------------- |
|      | Jeep  | Renegade | 2014              |
|      | Jeep  | Compass  | 2019              |
|      | DS    | N°8      | 2025              |

### Auto fuori produzione
| Foto | Marca  | Modello      | Inizio produzione | Fine produzione |
| ---- | ------ | ------------ | ----------------- | --------------- |
|      | FIAT   | Punto        | gennaio 1994      | 1999            |
|      | Lancia | Y            | 1995              | 2003            |
|      | FIAT   | Punto        | 1999              | 2004            |
|      | Lancia | Ypsilon      | 2003              | 2005            |
|      | FIAT   | Grande Punto | 2005              | 2012            |
|      | Abarth | Grande Punto | 2007              | 2010            |
|      | FIAT   | Punto Evo    | 2009              | 2012            |
|      | Abarth | Punto Evo    | 2010              | 2012            |
|      | Abarth | Punto        | 2012              | 2014            |
|      | FIAT   | Punto        | 2012              | 2 agosto 2018   |
|      | FIAT   | 500X         | 2014              | 2025            |